# Słowa (powieść)
Słowa (fr. Les Mots) – antyromantyczna powieść autobiograficzna autorstwa Jean-Paula Sartre’a wydana w 1964 (wcześniej ukazała się w odcinkach na łamach czasopisma Les Temps modernes). Pierwsze polskie wydanie ukazało się w 1965.
W powieści autor opisuje czasy swojego dzieciństwa stosując poetykę zwięzłą, oschłą i niejednokrotnie zabarwioną tonami cierpkiej ironii, co było novum w stosunku do wcześniejszych powieści, zwłaszcza Muru (1939) i Dróg wolności (1945-1949), gdzie preferował lirykę i rozlewność. Sartre w Słowach porzucił też eksperymenty oparte na doświadczeniach współczesnej mu powieści amerykańskiej, nawiązując raczej do prozy znanych pamiętnikarzy i moralistów francuskich, w szczególności André Gide’a. Autor wykorzystał w swej powieści własne studia i analizy psychologiczne i filozoficzne nad twórczością Charles’a Baudelaire’a oraz Jeana Geneta.
W Słowach Sartre nie idealizuje swojego dzieciństwa i nie traktuje go jako „raju utraconego”. Raczej wnikliwie i krytycznie je analizuje, powściągając sentymenty na rzecz studium uwikłania w „komedię rodzinną”. Zrzuca kostium, w który starano się go ubrać w młodych latach. Poszukuje w sobie człowieka jako całości stworzonej ze wszystkich ludzi. Oprócz znakomitych analiz psychosocjologicznych dzieło zawiera barwne opisy środowisk mieszczańskich początku XX wieku i zmierzchającej już Belle époque.
W 1964 Sartre otrzymał za tę powieść Nagrodę Nobla. Według przyznających było to dzieło bogate w idee i wypełnione duchem wolności oraz poszukiwania prawdy, które wywarło daleko idący wpływ na XX wiek. Autor odmówił przyjęcia nagrody. Pisarz generalnie odmawiał przyjmowania różnorakich wyróżnień publicznych, włącznie z Legią Honorową ofiarowaną mu w 1945, ponieważ nie chciał, by ograniczały jego niezależność. List autora doszedł do członków Akademii Szwedzkiej około miesiąc po podjęciu przez nich decyzji o wybraniu go laureatem nagrody, co uniemożliwiło zmianę osoby nagrodzonej.